# Mikołaj Kostecki (inżynier)
Mikołaj Kostecki (ur. 19 grudnia 1924 w Drui, zm. 3 listopada 2009 w Sopocie) – polski naukowiec, doktor inżynier elektroniki, rektor Wyższej Szkoły Morskiej w Gdyni (1981), działacz Szarych Szeregów, przewodniczący komisji zakładowej NSZZ „Solidarność” w Wyższej Szkole Morskiej, działacz Solidarności Walczącej.

## Życiorys
Urodzony w Drui, od 1934 roku mieszkał w Białymstoku, gdzie w latach 1942-1945 zaangażowany był w działalność Szarych Szeregów (pseudonim "Mewa"). Brał udział w akcjach wywiadowczo-dywersyjnych i zdobył stopień kaprala podchorążego. W sierpniu 1944 roku ranny w ramię podczas jednego z nalotów niemieckich. Przez kolejne miesiące przebywał w szpitalu PCK w Białymstoku, a po wojnie otrzymał status inwalidy wojennego.
W 1945 roku przybył do Gdańska, gdzie w 1952 roku ukończył studia na Wydziale Elektrycznym Politechniki Gdańskiej. Przez kolejne lata pracował jako inżynier, między innymi w Centralnym Biurze Konstrukcji Okrętowych, oraz od 1961 roku jako pracownik dydaktyczny na Wydziale Elektroniki Politechniki Gdańskiej. W latach 1966–1968 pracował w PKA Meramont, gdzie w 1968 otrzymał propozycję objęcia stanowiska dyrektora pod warunkiem wstąpienia do PZPR. Propozycję tę odrzucił i następnie zrezygnował z pracy. W latach 1969–1972 był przewodniczącym Komisji Rozwoju Techniki Oddziału Wojewódzkiego NOT w Gdańsku. W 1971 roku obronił rozprawę doktorską pt. "Model stochastyczny falowania morza", a w roku 1972 został zatrudniony jako docent kontraktowy w Wyższej Szkole Morskiej w Gdyni.
Od sierpnia 1976 do września 1977 był rozpracowywany przez Wydział III KW Milicji Obywatelskiej w Gdańsku (kryptonim "Docent").
W 1980 roku był jednym z założycieli Klubu Inteligencji Katolickiej w Gdańsku, w latach 1980-1981 pełnił funkcję jego wiceprezesa, a w latach 1989-1990 prezesa.
W tym samym czasie wspólnie z Ewą Kubasiewicz i innymi działaczami tworzył pierwsze struktury NSZZ „Solidarność” w Wyższej Szkole Morskiej, w której latem 1980 roku zawisła flaga na znak przystąpienia do Międzyzakładowego Komitetu Strajkowego. 5 września został przewodniczącym komisji zakładowej "S". W maju 1981 roku został wybrany na stanowisko rektora Wyższej Szkoły Morskiej. Po ogłoszeniu stanu wojennego, 15 grudnia 1981 roku, był pierwszym rektorem wyższej uczelni odwołanym ze stanowiska przez władze. Odwołany został również prorektor, Henryk Dzierżek, a następnie obaj zostali zwolnieni z pracy. Mikołaj Kostecki został objęty zakazem pracy z młodzieżą, tzw. "wilczym biletem".

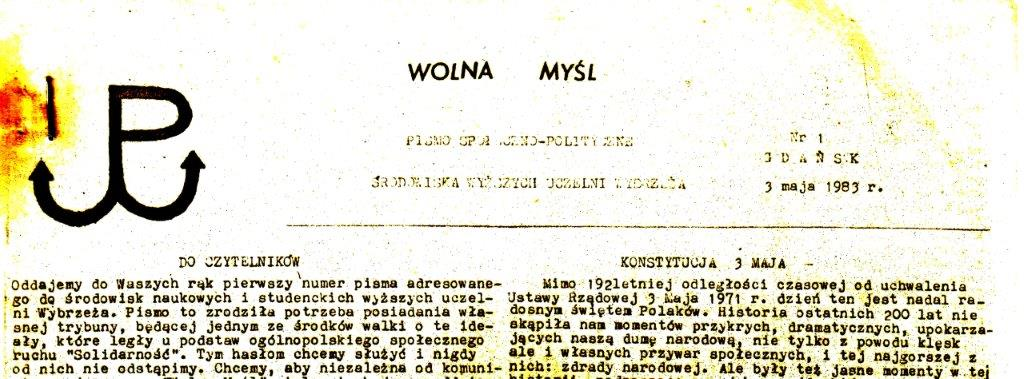
Nagłówek pierwszego numeru pisma "Wolna Myśl".

Od 1983 roku przebywał na wcześniejszej emeryturze. W kolejnych latach publikował w prasie podziemnej i emigracyjnej, był redaktorem niezależnego czasopisma akademickiego "Wolna Myśl", a także współpracował z Radiem Wolna Europa (pseudonim Piotr Ponard).
W 1989 roku był członkiem komitetu organizacyjnego przy Lechu Wałęsie, a w 1991 roku pełnił funkcję doradcy premiera Jana Olszewskiego.
W latach 1991–1994 pracował na pół etatu w Urzędzie Morskim w Gdyni. W kwietniu 1991 roku wybrany do zarządu regionu gdańskiego NSZZ „Solidarność”.
Pochowany na cmentarzu katolickim w Sopocie (kwatera I1-1-3).

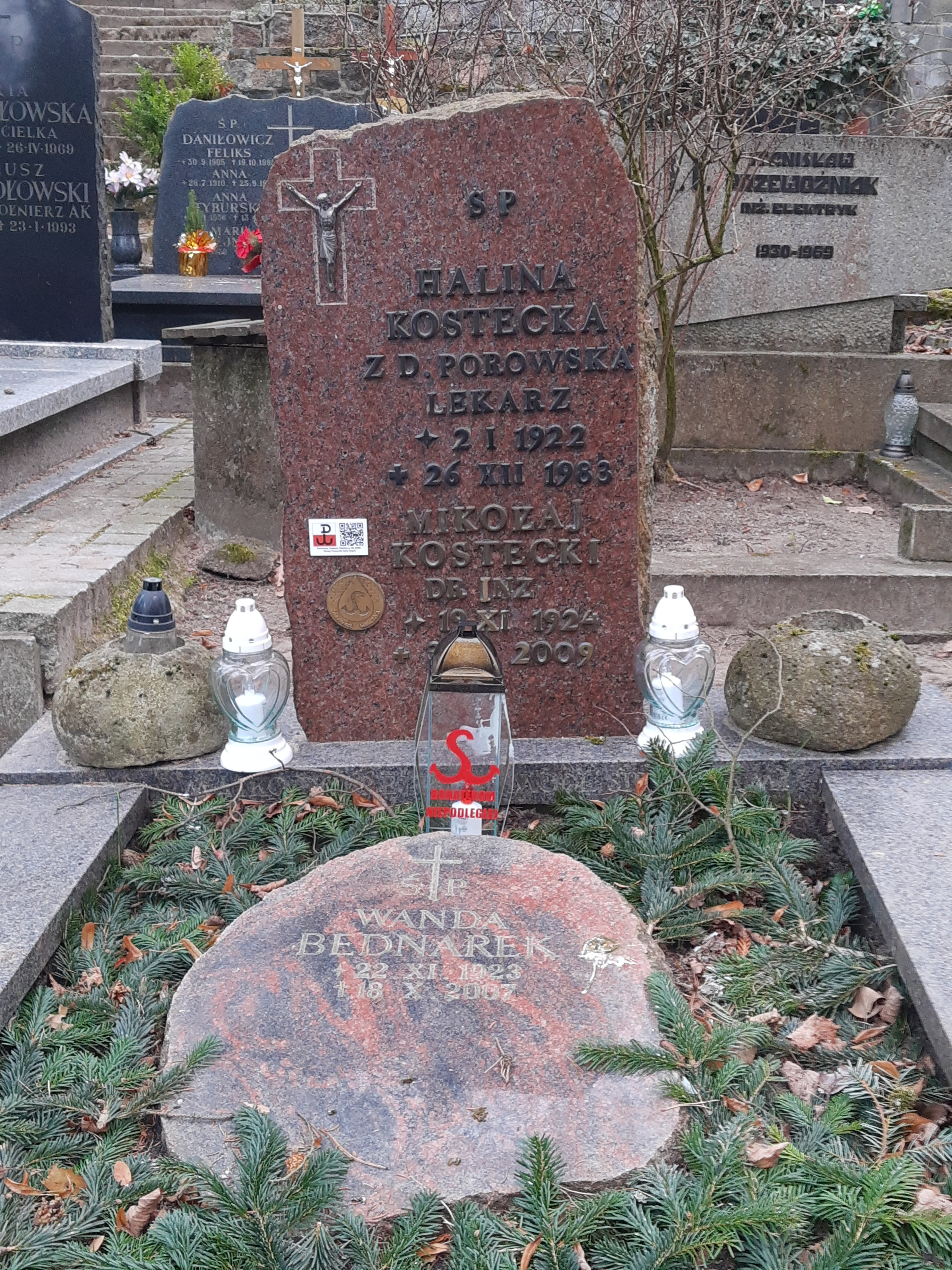
Grób Mikołaja Kosteckiego na cmentarzu katolickim w Sopocie

## Odznaczenia
Odznaczony Krzyżem Armii Krajowej, Medalem Wojska Polskiego, Złotym Krzyżem Zasługi (1993) oraz pośmiertnie Krzyżem Solidarności Walczącej.

## Publikacje
- Teoria sterowania, część 1 i 2, Wyższa Szkoła Morska, Gdynia 1980 (wspólnie z Janem Bohdanowiczem).
- Podstawy techniki cyfrowej i maszyn cyfrowych, Wyższa Szkoła Morska, Gdynia 1981.